# Résolution 745 du Conseil de sécurité des Nations unies
Membres permanents
- Chine
- États-Unis
- France
- Royaume-Uni
- Russie

Membres non permanents
- Autriche
- Belgique
- Cap-Vert
- Équateur
- Hongrie
- Inde
- Japon
- Maroc
- Venezuela
- Zimbabwe

Résolution no 744 Résolution no 746
La Résolution 745 du Conseil de sécurité des Nations unies fut adoptée à l'unanimité le 28 février 1992. Après avoir rappelé les résolutions 668 (de 1990), 717 (en) (de 1991), 718 (en) (de 1991) et 728 (en) (de 1992), le Conseil, après avoir examiné un rapport du Secrétaire général Boutros Boutros-Ghali du 19 février 1992, autorise la création de l'Autorité provisoire des Nations unies au Cambodge (APRONUC), à la suite du règlement politique convenu à Paris le 23 octobre 1991. C'est la première fois que l'ONU prend en charge l'administration d'un État, par opposition à la surveillance et la supervision habituelles.
Le Conseil décide en outre que le mandat de l'APRONUC ne durerait pas plus de dix-huit mois, avec l'intention de tenir des élections au plus tard en mai 1993. Il prie également le Secrétaire général de déployer l'Autorité immédiatement et aussi efficacement que possible de manière rentable, en continuant à examiner la situation. Au même moment, Yasushi Akashi est nommé Représentant spécial pour le Cambodge.
La résolution appelle également toutes les parties au Cambodge, y compris le Conseil national suprême du Cambodge, à coopérer avec l'Autorité des Nations unies, en veillant à la mise en œuvre des accords signés, à la sécurité de tout le personnel des Nations unies dans le pays et en fournissant une assistance et des installations à l’Autorité. Il exhorte également les parties cambodgiennes à démobiliser leurs forces militaires avant les élections.
La résolution 745 appelle les États Membres à fournir une assistance à l’Autorité et à appuyer le plan des Nations unies au Cambodge, y compris les programmes destinés aux institutions spécialisées, à la réhabilitation, au rapatriement des personnes déplacées et à la réparation des infrastructures. Il demande également au Secrétaire général de faire un rapport avant le 1er juin 1992 sur l'évolution de la situation, puis en septembre 1992, en janvier 1993 et en avril 1993.
L'effectif autorisé de l'APRONUC est de 22 000 personnes et le coût de l'opération est de 1,6 milliard de dollars. Il devient opérationnel le 15 mars 1992, absorbant la Mission préalable des Nations unies au Cambodge qui existait avant l'APRONUC.